# Milicia musulmana de Sandžak
La milicia musulmana de Sandžak se estableció en Sandžak y el este de Herzegovina en la Yugoslavia ocupada por el Eje entre abril o junio y agosto de 1941 durante la Segunda Guerra Mundial. Estuvo bajo el control del Estado Independiente de Croacia hasta septiembre de 1941, cuando las fuerzas italianas la pusieron gradualmente bajo su mando y establecieron unidades adicionales no solo en Sandžak, sino también en el este de Herzegovina. Después de la capitulación de Italia en septiembre de 1943, quedó bajo control alemán, mientras que algunas de sus unidades se fusionaron con tres batallones de tropas colaboracionistas albanesas para establecer el Regimiento SS de la Polizei-Selbstschutz Sandschak bajo el mando del oficial superior de las Waffen-SS, Karl Von Krempler.
La milicia musulmana de Sandžak tenía alrededor de 2.000 hombres en fuerzas permanentes y fuerzas auxiliares adicionales a nivel local. Sus comandantes notables incluían a Hasan Zvizdić, Husein Rovčanin, Sulejman Pačariz, Ćazim Sijarić, Selim Juković, Bilall Dreshaj, Ćamil Hasanagić y Galjan Lukač.
Fue uno de los tres grupos armados, además de los chetniks y los partisanos yugoslavos, que operaron en Sandžak durante la Segunda Guerra Mundial y se involucraron en violentos combates. La milicia participó en la represión del levantamiento de Montenegro. Después de la represión del levantamiento, la milicia continuó luchando contra los partisanos yugoslavos, pero algunas de sus unidades también continuaron atacando a los serbios en Sandžak y el este de Herzegovina. Según fuentes al emanas y croatas, el tamaño de la milicia musulmana en abril de 1943 estaba entre 8.000 y 12.000 hombres.

## Antecedentes
Véase también: Sanjacado de Novi Pazar
Sandžak es una región montañosa que se encuentra a lo largo de la frontera entre la actual Serbia y Montenegro. Una importante minoría musulmana ha formado parte de la población de la región desde la anexión del Despotado de Serbia por el Imperio Otomano en 1459. Una historia de odio, hostigamiento frecuente y violencia ocasional dirigida hacia los musulmanes de Sandžak por parte de sus vecinos serbios significaba que en general habían mantenido un sistema de protección mutua para velar por sus comunidades y bienes. Antes del Congreso de Berlín en 1878, Sandžak se había unido a Bosnia y Herzegovina bajo el dominio otomano.
Entre 1929 y 1941, Sandžak formó parte de la Banovina de Zeta (provincia) del Reino de Yugoslavia, cuyos límites, como los de cinco de las otras ocho banovinas, fueron manipuladas para asegurar una mayoría serbia que protegiera los intereses de la élite gobernante serbia de Yugoslavia. En el censo de 1931, los condados de Bijelo Polje, Deževa, Mileševka, Nova Varoš, Pljevlja, Priboj, Sjenica y Štivica tenían una población combinada de 204.068, de los cuales el 43% (87 939) eran musulmanes de Sandžak y un pequeño número de albaneses y el 56,5% (115.260) serbios ortodoxos o montenegrinos.

## Primeras reacciones a la invasión

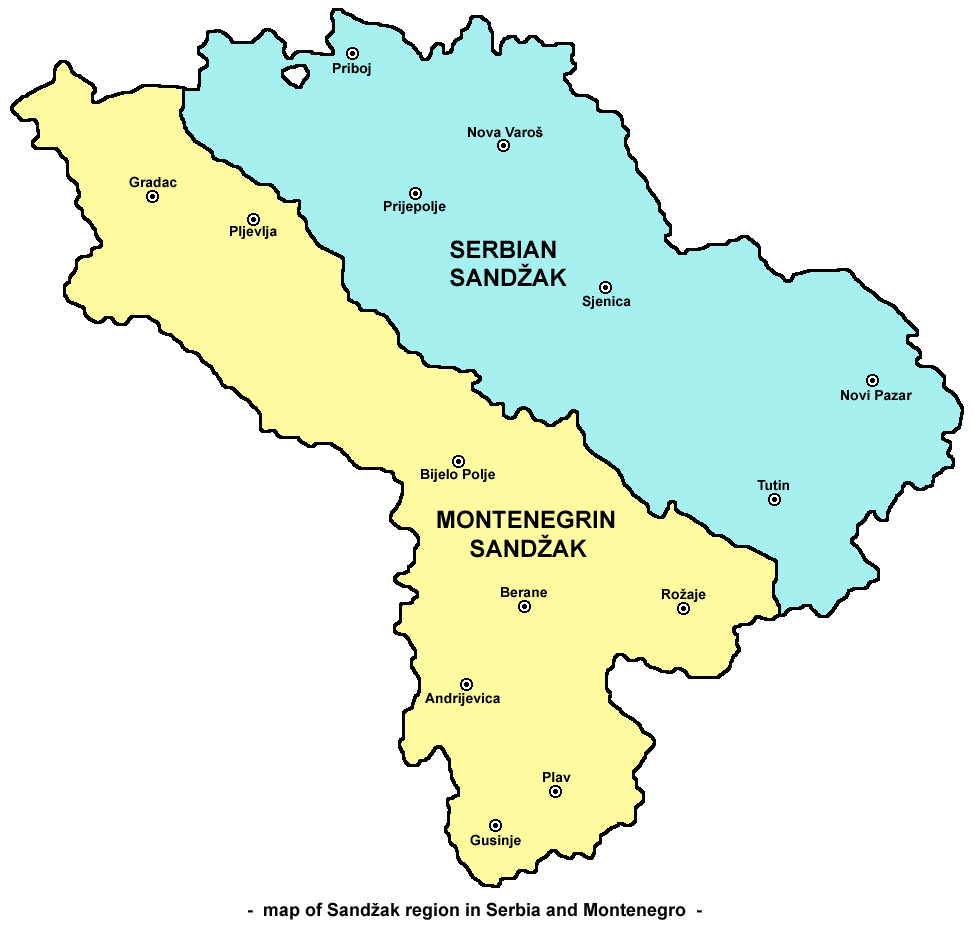
La región de Sandžak con referencia a los límites modernos de Serbia y Montenegro, que muestra la ubicación de los principales centros de población.

En abril de 1941, Alemania y sus aliados del Eje invadieron y ocuparon Yugoslavia. Las tropas alemanas de la 8.ª División Panzer y 11.ª División Panzer entraron en Sandžak el 16 de abril y habían ocupado toda la región el 19 de abril. En todos los casos los funcionarios del condado y los gendarmes se rindieron pacíficamente, pero no hubo manifestaciones de apoyo a los alemanes hasta que llegaron a cada comunidad. En Sjenica, Nova Varos, Priboj, Prijepolje y Bijelo Polje, las calles estaban desiertas cuando llegaron los alemanes, las tiendas estaban cerradas y la mayoría de la gente permanecía dentro de sus casas.
En Novi Pazar, partes de la comunidad prepararon una bienvenida para los alemanes cuando se dieron cuenta de que ya habían partido de Raška. Cuando los alemanes llegaron a la ciudad el 17 de abril, ondeaban banderas alemanas con la esvástica y un comité de bienvenida recibió a las tropas y las saludó con un breve discurso. El comité de bienvenida incluyó al alcalde de la ciudad de entreguerras, Aćif Hadžiahmetović, así como a Stjepan Fišer, Ahmet Daca y Ejup Ljajić. En Pljevlja, algunos miembros de la comunidad, incluidos los alcaldes del condado y municipales, se reunieron con los alemanes en las afueras de la ciudad y ofrecieron una recepción para darles la bienvenida.
En Prijepolje, se convocó una reunión de destacados hombres serbios y musulmanes antes de que llegaran los alemanes, y durante la cual el serbio Sreten Vukosavljević instó a serbios y musulmanes a mantener buenas relaciones y tratar la ocupación como algo temporal. Solo el alcalde se reunió con los alemanes cuando llegaron a la ciudad. Los alemanes se retiraron a Pljevlja durante unos días, y las patrullas, cada una compuesta por un serbio y un musulmán, mantuvieron la ley y el orden.
El 19 de abril, los alemanes convocaron una reunión de musulmanes influyentes de Novi Pazar, Sjenica y Tutin. La reunión se llevó a cabo al día siguiente en Kosovska Mitrovica y también incluyó a representantes de las comunidades musulmana y albanesa de Kosovska Mitrovica, Vučitrn, Podujevo, Pristina, Peć, Istok y Drenica. Los 60 delegados en la reunión fueron dirigidos por el comandante de la 60.ª División de Infantería alemana, el teniente general Friedrich-Georg Eberhardt, quien dijo a la asamblea que los alemanes habían liberado a los albaneses de los serbios y que ahora estaba invitando a los albaneses a hacerse cargo del poder de la administración de la región de Kosovo. También dijo que durante el avance de su división desde Skopie (la capital de la actual Macedonia) hasta Kosovska Mitrovica, habían visto que los chetniks serbios habían matado a 3.000 albaneses. Afirmó que la región de Kosovo sería parte del territorio de Serbia ocupado por Alemania, bajo un gobierno dominado por Alemania en Belgrado. Esta declaración fue recibida en un silencio sepulcral. Eberhardt luego le dijo al grupo que todos los serbios en el área de Kosovo eventualmente serían reasentados en Serbia, y que Kosovo tendría entonces solo albaneses, musulmanes y católicos. Luego, la reunión discutió la situación y decidió que las estructuras y autoridades de la antigua Yugoslavia en la región serían desarmadas y desmanteladas, y que todos los funcionarios serbios serían despedidos.
Tan pronto como los líderes musulmanes de Sandžak regresaron a sus comunidades de la reunión en Kosovska Mitrovica, instalaron a miembros de sus círculos íntimos en las ciudades de Novi Pazar, Sjenica y Tutin, incluida la guardia de la ciudad, los tribunales, la administración tributaria y los servicios postales. Esto se extendió luego a las aldeas musulmanas de esos distritos. En Bijelo Polje y Pljevlja, los alcaldes de distrito y municipales de antes de la guerra permanecieron en su lugar. El distrito de Štavica fue transferido a  la Albania controlada por Italia.
Después de unos días, surgieron rumores en Prijepolje de que los chetniks serbios se acercaban a la ciudad y la población musulmana se preparó para armarse y defenderse. Un accidente con municiones ocurrió en una reunión convocada para distribuir armas, y cuatro personas murieron y más resultaron heridas. Los alemanes pronto llegaron para investigar y los musulmanes pro-alemanes los convencieron de que los serbios habían causado intencionadamente la explosión. Acorralaron a los no musulmanes, así como a al menos un musulmán comunista, y los alinearon contra una pared. Otros musulmanes intervinieron para salvarlos, diciéndoles a los alemanes que la explosión fue causada por negligencia, no por los serbios. Los alemanes solo desarmaron a la policía yugoslava en Tutin y la cercana Crkvine. En todos los demás centros permitieron que los policías conservaran sus armas.
A lo largo de Sandžak, los comunistas convencieron con éxito a una parte de la población de que no entregara sus armas a los alemanes como se les había ordenado, pero los elementos pro-alemanes de la comunidad se opusieron a sus esfuerzos y alentaron la entrega de armas. Inicialmente, los alemanes permitieron que los oficiales del ejército yugoslavo derrotado regresaran a sus hogares, siempre que se presentaran regularmente en la guarnición local. Esto tenía la intención de garantizar que los oficiales pudieran ser fácilmente localizados e internados.

## Partición de Yugoslavia

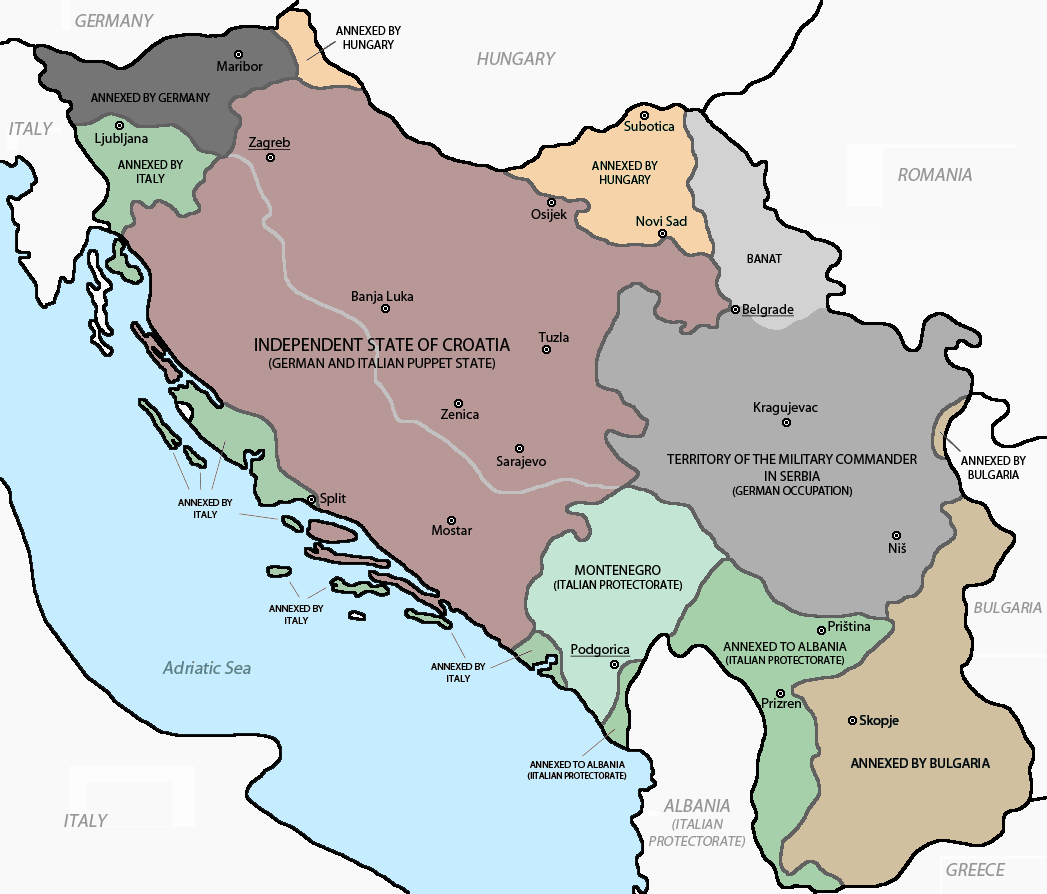
Mapa que muestra la ocupación y partición de Yugoslavia, 1941-1943. Las áreas de color gris claro y oscuro en la frontera oriental muestran la extensión del territorio de Serbia ocupado por los alemanes.

Yugoslavia pronto fue dividida. Parte del territorio yugoslavo fue anexado por sus vecinos del Eje, Hungría, Bulgaria e Italia. Los italianos también ocuparon Montenegro con la intención de establecer un estado vasallo, y las fronteras de este territorio incluían la mayor parte de Sandžak. Los alemanes diseñaron y apoyaron la creación del estado títere liderado por la Ustaše, el Estado Independiente de Croacia (en croata: Nezavisna Država Hrvatska, NDH), que comprendía aproximadamente la mayor parte de la Banovina de Croacia de antes de la guerra, junto con el resto de la actual Bosnia y Herzegovina y algún territorio adyacente. Los italianos, húngaros y búlgaros ocuparon otras partes del territorio yugoslavo.
Alemania no se anexionó ningún territorio yugoslavo, pero ocupó partes del norte de la actual Eslovenia y colocó tropas de ocupación en la mitad norte del NDH. El territorio restante, que consistía en la Serbia propiamente dicha, la parte norte de Kosovo (alrededor de Kosovska Mitrovica) y el Banato, fue ocupado por los alemanes y puesto bajo la administración de un gobierno militar alemán.

## La lucha por Sandžak

### Línea de demarcación germano-italiana
La línea de demarcación entre las áreas de influencia alemana e italiana a través de la Yugoslavia ocupada se determinó en una reunión de los ministros de Asuntos Exteriores de Alemania e Italia en Viena el 21 y 22 de abril de 1941. Dos días después, Adolf Hitler estableció el límite inicial (conocido como la Línea de Viena) a través del Sandžak a lo largo de la línea Priboj-Novi Pazar, con ambas ciudades cayendo en el lado alemán de la línea. Los alemanes no se apresuraron a entregar partes de la región a los italianos, mantuvieron sus tropas de ocupación en todo el Sandžak e inicialmente solo permitieron a los italianos guarnecerse en Bijelo Polje. No confiaban en la capacidad de los italianos para asegurar la región y no querían depender de los colaboracionistas serbios, al menos inicialmente. Si bien pudieron establecer una cooperación con las autoridades musulmanas locales en Novi Pazar y Tutin, las cosas no fueron tan sencillas en otras ciudades de la región. Los principales intereses alemanes en Sandžak incluían la explotación de minerales y la importante ruta hacia Grecia a través del valle del Ibar.

### Planes del NDH en Sandžak
Los ideólogos de la Ustaše consideraban que Sandžak era una parte integral del NDH y querían ocupar ciudades en Montenegro y Sandžak, estableciendo así una frontera común con Bulgaria.
El 29 de abril, un pelotón de tropas de la Ustaše llegó a Prijepolje, donde fueron recibidos por musulmanes locales. El comandante del pelotón pronunció un breve discurso y se dirigió a una reunión en una escuela, declarando que el Sandžak se había anexado al NDH y les dijo a todos los funcionarios locales que debían prestar juramento a su nuevo país. Parte del pelotón estaba estacionado en la estación de tren de Uvac, cerca de Sjenica, y otra parte fue enviada a Priboj.
Las aspiraciones de la Ustaše recibieron un impulso adicional por parte de los musulmanes de Sandžak, quienes enviaron una carta al Poglavnik (líder) del NDH, Ante Pavelić el 30 de abril de 1941. La carta, enviada a través de Sarajevo, afirmaba que Sandžak era tanto económica como históricamente parte de Bosnia y Herzegovina, y pidió que Sandžak se incorporara al NDH. También pidió que Pavelić enviara un destacamento de la Ustaše a todos los distritos de Sandžak, afirmando que tal acción contaba con el pleno apoyo de los alemanes. La carta fue firmada "en nombre de los distritos de Sandžak" sin especificar qué distritos estaban representados, aunque de los 38 signatarios, Pljevlja y Prijepolje proporcionaron diez cada uno, seis eran de Sjenica, había cinco cada uno de Priboj y Bijelo Polje, y dos de Nova Varoš. No hubo signatarios de Novi Pazar o Tutin. Durante el período inmediatamente posterior a la invasión, hubo varias corrientes opuestas entre los musulmanes de Sandžak. Algunos querían unirse al NDH, otros querían unirse al protectorado italiano de Albania, un grupo quería aliarse con el pro-alemán Hadžiahmetović en Novi Pazar, y otros querían trabajar con los separatistas montenegrinos "Verdes". Esta divergencia de puntos de vista se reflejó en una reunión en Bijelo Polje, que favoreció unirse al NDH, aunque una minoría significativa apoyó alinearse con Hadžiahmetović. En la parte oriental de Sandžak, también había un número significativo de albaneses, que luchaban por la ampliación de la vecina Albania para incluir grandes áreas de Sandžak.

### Entrada de las tropas del NDH
El 3 de mayo de 1941, un batallón de la policía del NDH comenzó a desplegarse en Sandžak desde Sarajevo. Con fines propagandísticos, usaban el fez musulmán en lugar de su tocado habitual. Durante los dos días siguientes, el batallón se estableció en Priboj, Prijepolje, Pljevlja y Nova Varos, con compañías con base en Uvac, Priboj, Prijepolje y Nova Varos. Las tropas del NDH desarmaron a todos los policías serbios y trajeron a varias personas clave de Bosnia, que fueron designadas como jefes de distrito y líderes de la Ustaše. El 5 de mayo, una compañía llegó a Pljevlja y exigió que los alemanes les entregaran inmediatamente la ciudad. Los alemanes se negaron mientras se preparaban para entregarla a los italianos, que debían tomar la ciudad tres días después. En Nova Varos, tropas del NDH tuvieron una bienvenida fría, el comisionado del distrito de la Ustaše era un hombre traído de Višegrad en el este de Bosnia. El 10 de mayo, los italianos ordenaron a las tropas del NDH que salieran de Pljevlja y desmantelaron la administración de la Ustaše en la ciudad, ya que estaban preocupados por el impulso del NDH para anexar Sandžak. En ese momento, las guarniciones alemanas y del NDH combinadas estaban en Priboj, Prijepolje y Nova Varos, y Bijelo Polje y Pljevlja estaban bajo control estrictamente italiano. Los alemanes controlaban Sjenica, Tutin y Novi Pazar.

### Retirada de las tropas alemanas
Antes de retirar sus tropas de Sandžak para prepararse para la inminente invasión de la Unión Soviética, los alemanes querían establecer rápidamente un control colaboracionista sobre el área. El gobierno del NDH vio que este desarrollo beneficiaba su aspiración de anexar Sandžak. El 10 de mayo, un nutrido grupo de musulmanes de Nova Varoš escribió a Hakija Hadžić, líder de la Ustaše en Bosnia, solicitándole que estableciera una administración en esa ciudad, afirmando que, si bien los musulmanes constituían el 70% de la población municipal, la ciudad estaba rodeada por aldeas serbias, cuya población tenía miedo.

### Cambios en la Línea de Viena
A mediados de mayo, se modificó la parte del Sandžak de la Línea de Viena, y la frontera siguió la línea Priboj-Nova Varoš-Sjenica-Novi Pazar, todas las cuales caían en el lado norte (alemán) de la línea. El 15 de mayo, una delegación de musulmanes de Sandžak llegó a Zagreb y entregó una petición a Pavelić pidiendo que el NDH anexara todo Sandžak. Se refirieron a sí mismos como "musulmanes croatas" y afirmaron que buscaban evitar la partición de Sandžak entre varias potencias. Hubo más cambios en la Línea de Viena el 21 de mayo, cuando los italianos se hicieron cargo de las comunidades de Rudo (en el NDH), Priboj, Nova Varoš, Sjenica y Duga Poljana, pero Novi Pazar permaneció en manos alemanas.
El 20 de mayo, las tropas motorizadas alemanas se retiraron de Prijepolje, Nova Varos y Priboj y fueron reemplazadas por dos compañías de infantería. Bijelo Polje estaba guarnecido por una compañía de infantería italiana. Cuando llegaron a la ciudad, los italianos se encontraron con un grupo de "verdes" tanto serbios como musulmanes. A través de declaraciones torpes sobre la amistad entre italianos y montenegrinos, sin mencionar a los musulmanes, los italianos ofendieron a estos musulmanes, quienes cambiaron su apoyo a una alianza con el NDH.
A pesar de la formación de una comisión germano-italiana en noviembre de 1941 para revisar la línea a través de Sandžak, no se produjeron más cambios hasta la rendición italiana a principios de septiembre de 1943. Dados sus intereses, ni el gobierno del NDH ni los musulmanes de Sandžak estaban contentos con estos arreglos.

### Golpe pro-NDH en Sjenica
El 13 de junio, en ausencia de una guarnición alemana en Sjenica, los musulmanes pro-NDH derrocaron a la administración pro-albanesa y escribieron a Slavko Kvaternik, el ministro de las Fuerzas Armadas del NDH pidiéndole que enviara inmediatamente tropas del NDH para guarnecer la ciudad. También enviaron una delegación a Prijepolje, pidiendo al comandante de la guarnición del NDH que enviara tropas. Dirigió un pelotón de soldados y un equipo de gendarmes que se establecieron en el pueblo, encontrándose con la pequeña guarnición alemana. En julio, Duga Poljana fue transferida al condado de Deževa y luego fue controlada desde Novi Pazar en lugar de Sjenica.

### Formación de grupos armados
Las facciones pro-NDH y pro-albanesas dentro de la población musulmana de Sandžak comenzaron a organizar grupos armados, y esto contribuyó al deterioro de la relación entre serbios y musulmanes. Algunos musulmanes incluso exigieron la expulsión de todos los serbios que se habían asentado en la región desde la Primera Guerra Mundial. Los serbios reaccionaron enérgicamente a esta demanda, y sus líderes en Pljevlja afirmaron que cualquier intento de desalojo sería rechazado por las armas.

## Creación de la milicia musulmana
Tan pronto como terminó la resistencia yugoslava, los musulmanes de Sandžak fortalecieron sus arreglos de seguridad colectiva mediante la reunión de voluntarios armados con armas abandonadas del Real Ejército Yugoslavo. En el período comprendido entre el 29 de abril y el 8 de mayo de 1941, las fuerzas de la Ustaše ejecutaron su orden de capturar Sandžak. Entre abril o junio y agosto de 1941 establecieron una milicia musulmana Ustaše en Sandžak, con guarniciones en Brodarevo, Komaran, Hisardžik y partes de Novi Pazar, Štavički y Sjenica.
El 15 de mayo de 1941, un grupo de musulmanes de Pljevlja, Bijelo Polje y Prijepolje escribieron a Pavelić y expresaron su lealtad al NDH supuestamente en nombre de todos los musulmanes de Sandjak.
De esta manera, además de las fuerzas alemanas e italianas, las fuerzas de la Ustaše se establecieron en el territorio de Sandžak. Los alemanes pusieron la ciudad de Novi Pazar bajo el control del nacionalista albanés Balli Kombëtar, partidario de Aćif Hadžiahmetović.
En el territorio de Sandžak había muchos destacamentos de la milicia musulmana. Todos ellos lucharon contra los partisanos yugoslavos durante todo el período de existencia de esta milicia. La milicia musulmana tenía fuerzas permanentes de alrededor de 2.000 hombres que recibían un salario y, en ocasiones, movilizaban fuerzas voluntarias. También había unidades auxiliares organizadas en siete destacamentos a nivel municipal.

### Levantamiento en Montenegro
Artículo principal: Levantamiento en Montenegro
La milicia musulmana de Sandžak participó en la represión del Levantamiento en Montenegro, cometiendo numerosos crímenes contra los serbios de Montenegro y los montenegrinos. Se ordenó a la milicia que atacara las aldeas serbias y montenegrinas. El 19 de julio, la milicia musulmana participó en un ataque contra aldeas serbias en la margen derecha del río Lim. Unidades de la milicia musulmana de Sjenica y Korita abrieron una línea de frente adicional contra los insurgentes después de que capturaron Bijelo Polje el 20 de julio de 1941. El 17 de agosto de 1941, la milicia mató a 11 aldeanos en la aldea de Slatina cerca de Brodarevo. Un destacamento de la milicia musulmana de Bihor comandado por Rastoder atacó a los insurgentes hacia Berane. La milicia musulmana de Pljevlja ayudó a los italianos a quemar y saquear las casas de los insurgentes durante las represalias italianas después de la batalla de Pljevlja.

## Administración italiana
Debido a la situación inestable en Montenegro, la Ustaše permaneció en Sandžak solo hasta principios de septiembre de 1941. Cuando los Ustaše se vieron obligados a abandonar Sandžak, los musulmanes aliados con ellos y su milicia se quedaron solos y se aliaron con los ocupantes italianos. En las partes orientales de Sandžak, la milicia musulmana colaboró con las fuerzas alemanas y albanesas.
En otoño de 1941, los italianos nombraron a Osman Rastoder como comandante del destacamento de la milicia musulmana en el alto Bihor con sede en Petnjica. El destacamento de la milicia en Gostun fue comandado por Selim Juković. A finales de septiembre de 1941, la milicia de Tutin participó en el ataque a Ibarski Kolašin, predominantemente poblado por serbios. En Sjenica, un rico comerciante musulmán, Hasan Zvizdić, se convirtió en gobernador de la ciudad y armó a muchos musulmanes locales y los organizó como milicias. A mediados de noviembre de 1941, una unidad Chetnik de 40 hombres fue a Kosatica tratando de desarmar a la milicia musulmana comandada por Sulejman Pačariz. Los milicianos se negaron a entregar las armas y, en la lucha posterior, dos de ellos murieron y un chetnik resultó herido. Para vengar la muerte de sus dos hombres, la milicia musulmana bajo el mando de Pačariz atacó la parte de Kosatica poblada por serbios y capturó, torturó brutalmente y mató a siete serbios.
Los comandantes de la milicia musulmana (incluidos Osman Rastoder, Sulejman Pačariz, Ćazim Sijarić y Husein Rovčanin) participaron en una reunión en la aldea de Godijeva y acordaron atacar las aldeas serbias cerca de Sjenica y otras partes de Sandžak. El 31 de marzo de 1942, el líder chetnik Pavle Đurišić se reunió con Rastoder y le ofreció un acuerdo de paz entre musulmanes y ortodoxos. Rastoder rechazó el acuerdo propuesto. Ćazim Sijarić, Osman Rastoder y Hasan Zvizdić estaban especialmente a favor de la anexión de la parte oriental de Sandzak al Protectorado de Albania.
A principios de febrero de 1942, se planeó que destacamentos de la milicia musulmana de Sjenica, Prijepolje, Brodarevo y Komaran, junto con chetniks bajo el mando de Pavle Đurišić y las fuerzas italianas atacaran a los partisanos que se retiraban a través de Sandžak después de su derrota en Užice. Cuando Pačariz se dio cuenta de que los partisanos habían logrado derrotar a los chetniks, no se atrevió a atacar a los partisanos, pero decidió trasladar sus fuerzas a Sjenica para ayudar a Zvizdić en caso de que los partisanos decidiera atacar la ciudad nuevamente.
Cuando las fuerzas italianas recuperaron Čajniče (en la actual Bosnia y Herzegovina) en abril de 1942, establecieron un destacamento de la milicia musulmana de unos 1.500 hombres y suministraron armas a una parte de ellos. La milicia musulmana en Jabuka (cerca de Foča) estaba comandada por Husin-beg Cengić. La milicia musulmana en Bijelo Polje fue fundada por Ćazim Sijarić, Vehbo Bučan y Galjan Lukač. En abril de 1942, los italianos establecieron un batallón de milicias musulmanas en Metaljka, cerca de Čajniče, compuesto por unos 500 musulmanes de pueblos cercanos a Pljevlja y Čajniče. Un poco más tarde se estableció un puesto de mando de la milicia musulmana en Bukovica, cerca de Pljevlja. Estaba comandado por Latif Moćević, cuyas unidades atacaron y mataron a los serbios locales desde finales de mayo de 1942. En Goražde y Foča, en represalia por los asesinatos de serbios por parte de la milicia musulmana, los chetniks mataron a unos 5.000 hombres, mujeres y niños musulmanes a finales de 1941 y en 1942.
La Conferencia de Prijepolje se organizó los días 7 y 8 de septiembre y asistieron representantes políticos y religiosos de la población cristiana y musulmana de Sandžak, incluidos los representantes de sus fuerzas armadas. Todos acordaron la resolución de resolver cualquier disputa pacíficamente, permitir que todos los refugiados regresasen a sus hogares y brindarles ayuda en alimentos y otras necesidades. Este acuerdo no fue respetado. El cuartel general de los Chetniks continuó recibiendo informes sobre ataques musulmanes contra la población serbia. En diciembre de 1942, alrededor de 3.000 musulmanes atacaron el pueblo serbio de Buđevo y varios pueblos de los alrededores cerca de Sjenica, quemaron casas serbias y mataron a civiles serbios. Según fuentes de los Chetniks, los musulmanes se estaban preparando para expulsar a los serbios que vivían en el territorio en la margen derecha de Lim, Pljevlja, Čajniče y Foča. Los chetniks montenegrinos comandados por Pavle Đurišić realizaron incursiones de venganza contra los musulmanes en Sandžak, muchos de ellos aldeanos inocentes, con la intención de saldar cuentas con las milicias musulmanas. El 7 de enero de 1943, la unidad comandada por Ćazim Sijarić se distinguió durante el ataque de los chetniks liderados por Pavle Đurišić, que quemaron muchas aldeas musulmanas cerca de Bijelo Polje. El 10 de enero de 1943, Đurišić informó de que los chetniks bajo su mando habían incendiado 33 aldeas musulmanas en Bijelo Polje, habían matado a 400 miembros de la milicia musulmana y también habían matado a unas 1.000 mujeres y niños musulmanes. Los chetniks tuvieron 14 muertos y 26 heridos. Después del posterior ataque de los chetniks de Sandžak y Bosnia en Bukovica (pueblo cercano a Pljevlja), lucharon contra la milicia musulmana y, según el informe de Pavle Đurišić, mataron a unos 1.200 combatientes y 8.000 civiles. En el período de febrero a junio de 1943, la milicia musulmana y las fuerzas albanesas incendiaron casi todas las aldeas serbias en Tutin, Sjenica, Prijepolje y Novi Pazar. Según el historiador, el profesor Jozo Tomasevich, todas las circunstancias de estas "acciones de limpieza" llevadas a cabo por los chetniks contra los musulmanes en el Sandžak fueron una implementación parcial de la directiva emitida a Đurišić por Mihailović en diciembre de 1941, que ordenaba la limpieza del población musulmana del Sandžak. En julio de 1943, Draža Mihajlović propuso a los líderes de las milicias musulmanas que aceptaran cooperar con los chetniks para luchar contra los comunistas. En agosto de 1943, el representante de los chetniks y los líderes musulmanes de Deževo se reunieron en el pueblo de Pilareta y acordaron cesar todas las hostilidades entre las fuerzas armadas musulmanas y los chetniks y cooperar para luchar contra los partisanos. Se ordenó a todas las unidades chetniks en Sandžak que no se enfrentaran a los musulmanes.
Muchos comandantes de las milicias musulmanas reunieron a su gente y expresaron públicamente su opinión de que los chetniks era mejor opción que los partisanos a quienes consideraban ladrones. Los líderes políticos de los musulmanes de Sandžak (Aćif Hadžiahmetović) y los albaneses (Xhafer Deva) acordaron que Sandžak debería ser anexado por el Estado Independiente de Croacia o dividido entre Croacia y Albania.

## Administración alemana
Después de la capitulación de Italia a principios de septiembre de 1943, los chetniks atacaron y capturaron muchas guarniciones italianas en Sandžak. El 11 y 12 de septiembre de 1943, los chetniks intentaron capturar Prijepolje, pero las fuerzas alemanas apoyadas por la milicia musulmana los obligaron a retirarse con numerosas bajas.
Durante la administración alemana de Sandžak, tras la capitulación de Italia, cada destacamento de la milicia musulmana estaba obligado a proporcionar un determinado número de hombres para las unidades militares alemanas. Los comandantes de las milicias musulmanas eligieron a los jóvenes soldados más capaces y los enviaron a Novi Pazar para que los entrenaran las tropas de las SS. Algunos de ellos fueron enviados al Frente Oriental. Cuando las fuerzas alemanas tomaron el control de Pljevlja de manos de los italianos, armaron a unos 400 miembros de la milicia musulmana. En Sjenica, la milicia musulmana comandada por los alemanes mató a 50 chetniks. Hasan Zvizdić los equipó con nuevos uniformes alemanes, lo que les permitió mantener el fez.
Tras su nombramiento para el puesto de Höhere SS-und Polizeiführer Sandschak (Líder Superior de las SS y la Policía de Sandžak) en septiembre de 1943, Karl von Krempler llegó a ser conocido como el "Príncipe de Sanjak" después de su formación relativamente exitosa, la SS Polizei-Selbstschutz-Regiment Sandschak (o Regimiento SS de la Polizei-Selbstschutz Sandschak, en serbio: Легија Фон Кремплер). Fue a Sandžak en octubre y se hizo cargo de la milicia voluntaria local de alrededor de 5.000 hombres musulmanes anticomunistas y antiserbios con sede en Sjenica. Esta formación a veces se denominó Kampfgruppe Krempler o, más burlonamente, Muselmanengruppe von Krempler. Esta unidad militar se creó uniendo los tres batallones de tropas colaboracionistas albanesas con algunas unidades de milicias musulmanas. Como oficial superior de las Waffen-SS, Karl von Krempler nombró a Hafiz Sulejman Pačariz, un clérigo islámico local de origen albanés como comandante formal de la unidad, pero como instructor militar clave y persona de contacto con las armas y municiones alemanas, mantuvo efectivamente el control. En Bijelo Polje la milicia musulmana tenía dos destacamentos. Uno estaba comandado por Ćazim Sijarić y el otro estaba bajo el mando de Galjan Lukač. Ambos estaban subordinados a Krempler. En noviembre de 1943, los alemanes ordenaron a los musulmanes y chetniks en Sandžak que cesaran sus hostilidades y cooperaran unidos bajo el mando alemán. El 15 de noviembre ordenó a Sijarić que estableciera comunicación con los destacamentos locales de chetniks y junto con ellos y un destacamento de la milicia musulmana comandada por Galijan, para atacar a las fuerzas comunistas en Bijelo Polje. Sijarić siguió las órdenes alemanas. A finales de diciembre de 1943, Rovčanin estaba al mando de la milicia musulmana en Sandžak. El 3 de febrero de 1944, las unidades de la milicia musulmana bajo el mando de Mula Jakup y también de Bilall Dreshaj, Sinan Salković y Faik Bahtijarević atacaron aldeas alrededor de Kolašin. Fueron apoyados por las fuerzas de Balli Kombëtar de Drenica. A principios de abril de 1944, la milicia musulmana participó en la batalla contra los partisanos cerca de Ivanjica, junto con las fuerzas alemanas, chetniks y de Nedic.
En septiembre de 1944, Tito proclamó la amnistía general, lo que permitió a los colaboradores cambiar de bando, y casi todos los miembros más antiguos de la milicia desertaron. El 22 de septiembre de 1944, la milicia musulmana entregó Pljevlja a los partisanos sin resistencia. Después de ser derrotado por los partisanos durante su ataque a Sjenica el 14 de octubre, Pačariz y su regimiento abandonaron Sandžak y fueron a Sarajevo en noviembre de 1944, donde el SS Polizei-Selbstschutz-Regiment Sandschak quedó bajo el mando del general de la Ustaše Maks Luburić.

## Consecuencias
Sulejman Pačariz fue capturado cerca de Banja Luka en 1945, juzgado y declarado culpable de masacrar civiles. Fue ejecutado como criminal de guerra.